# Kościół Najświętszej Maryi Panny i św. Mikołaja w Lądzie
Kościół Najświętszej Maryi Panny i św. Mikołaja w Lądzie – rzymskokatolicki kościół parafialny należący do parafii pod tym samym wezwaniem (dekanat zagórowski archidiecezji gnieźnieńskiej).

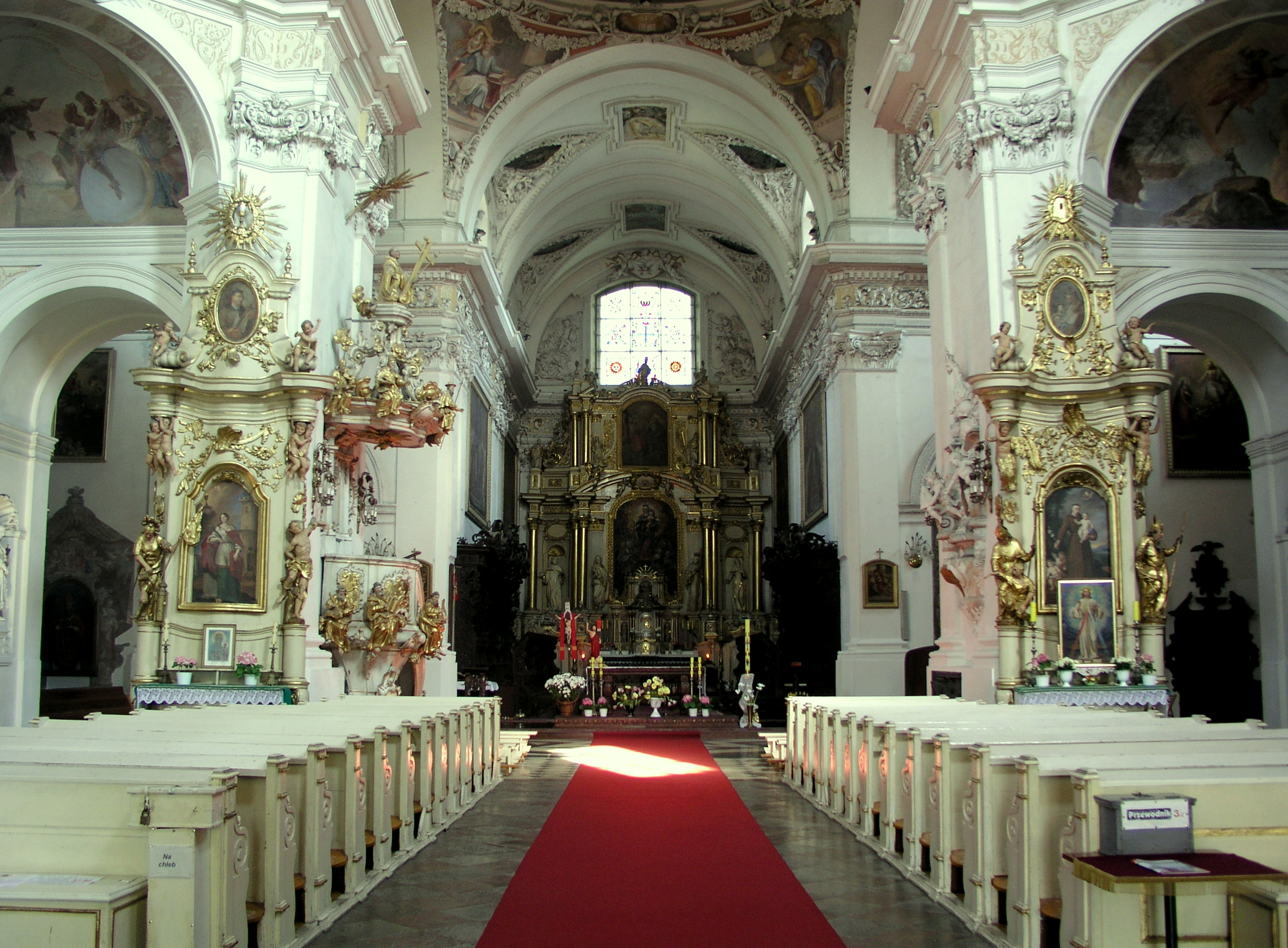
Wnętrze świątyni

Kościół jest częścią dawnego opactwa Cystersów. Obecna barokowa świątynia była wznoszona etapami w latach 1651–1735 według projektów takich wybitnych architektów jak: Tomasz Poncino Józef Bellotti, Pompeo Ferrari. Budowla jest jednonawowa, z transeptem i prosto zamkniętym prezbiterium. Najciekawsza jest nawa, która została uformowana na planie ośmiokąta i zamknięta jest potężną kopułą z latarnią mierzącą 38 metrów wysokości. W 1731 roku Jerzy Wilhelm Neunhertz pokrył kopułę wspaniałymi polichromiami dedykowanymi apoteozie kościoła. Na ścianach i sklepieniach kościoła jest umieszczona bogata dekoracja stiukowa, z kolei prezbiterium jest ozdobione XVII-wiecznymi malowidłami. Wyposażenie wnętrza świątyni, głównie w stylu barokowym, pochodzi z XVII i XVIII wieku. Należy szczególnie zwrócić uwagę na wspaniałe, bogato rzeźbione stalle ozdobione malowidłami świętych, wykonane w latach 1680–1700. W świątyni jest umieszczonych dziewięć ołtarzy z 1. połowy XVIII wieku (trzy z nich wykonał Ferrari), ołtarz główny ozdobiony obrazami: Świętej Trójcy, Matki Bożej Wspomożycielki Wiernych (1965 rok) i rzeźbami świętych powstał pod koniec XVIII wieku. Cenne są również: ambona w stylu rokokowym z 1735 roku, płyta nagrobna Zofii Borzewskiej w stylu późnorenesansowym z 1625 roku. Doskonały poziom artystyczny charakteryzuje także cztery konfesjonały wykonane w 1. połowie XVIII wieku.